# Noli me tangere

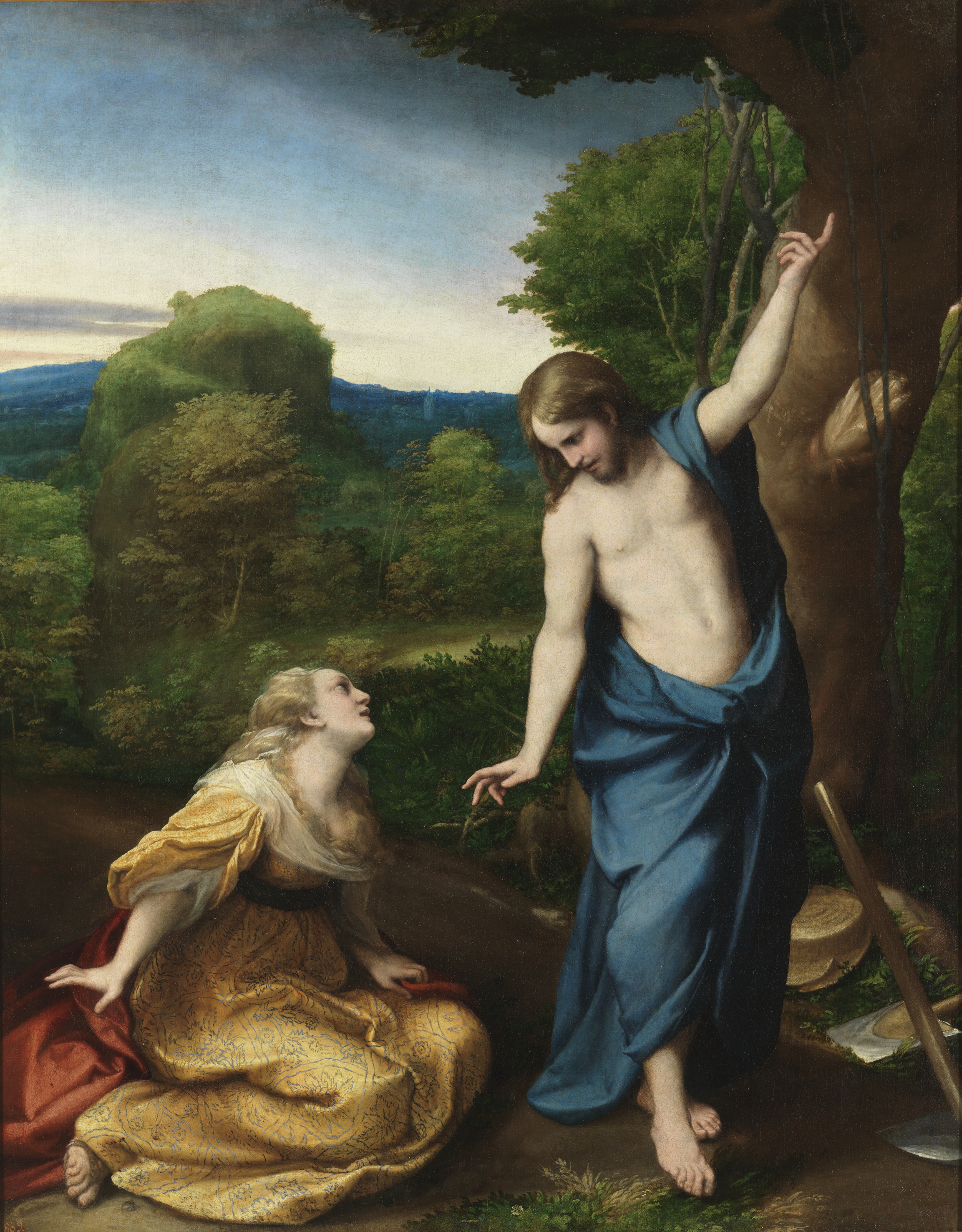
Antonio da Correggio: Noli me tangere (kolem 1518)

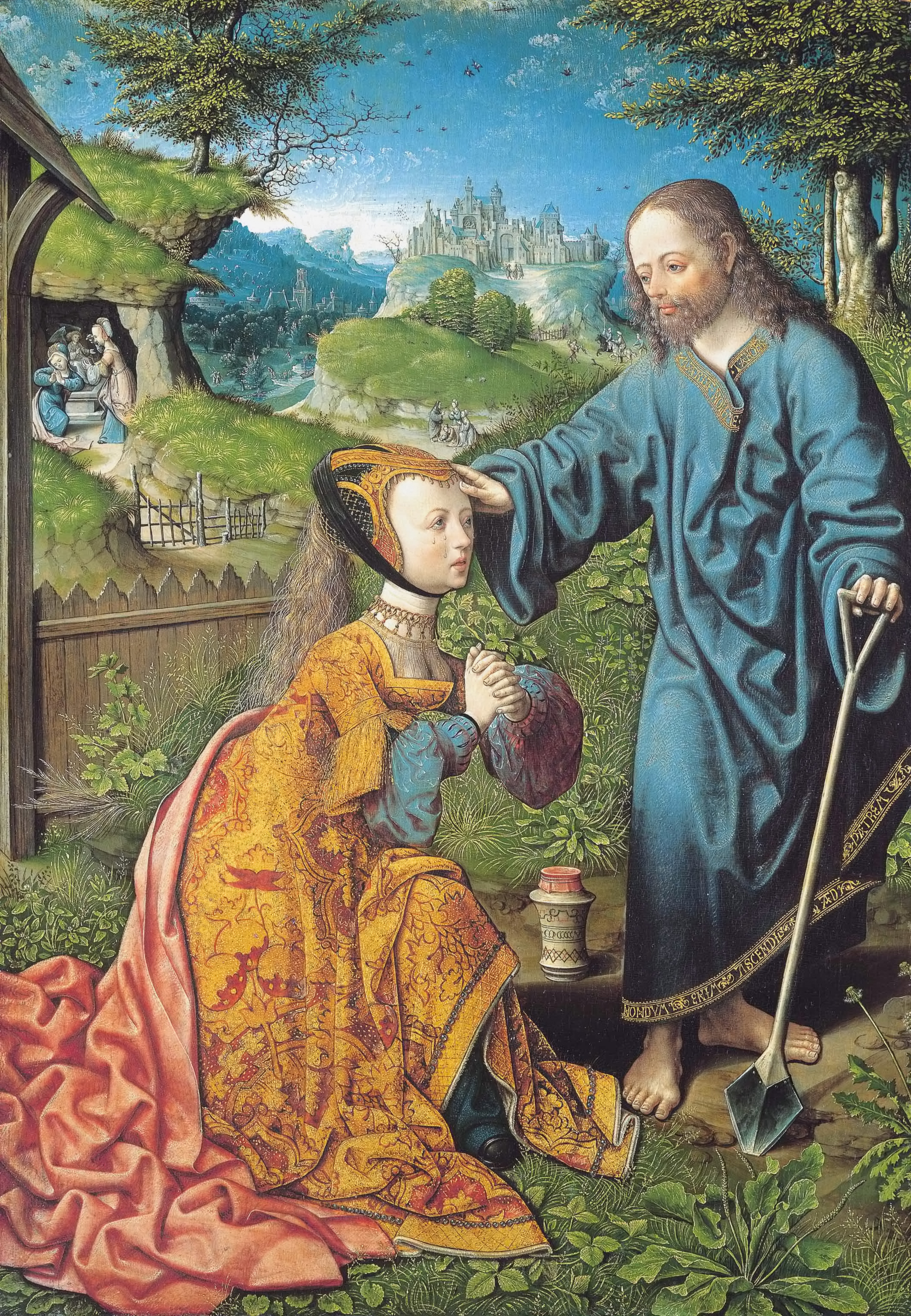
Jacob Cornelisz van Oostsanen: Noli me tangere (Nedotýkej se mě), Kristus se zjevuje Marii Magdaléně jako zahradník, 1507, olej na dubovém panelu

Noli me tangere (Nedotýkej se mě) je ikonografický typ zobrazení Ježíše Krista a Marie Magdaleny (starší a lidovou češtinou „Máří Magdalény“), který má svůj původ v evangeliu sv. Jana. Ve výtvarném umění se s tímto zobrazením lze setkat od antiky až po současnost.

## Původ
Původ ikonografického typu Noli me tangere je v Bibli v Evangeliu podle sv. Jana. Jde o text z 20. kapitoly o tom, jak Marie Magdalena a Kristovi učedníci nalezli hrob Ježíše Krista prázdný. Učedníci se vrátili domů, ale Marie Magdalena zůstala u hrobu a plakala, dokud se jí v hrobě nezjevili dva andělé a na nebi Ježíš Kristus. Ten poté prohlašuje: „Nedotýkej se mne, dosud jsem nevystoupil k Otci. Ale jdi k mým bratřím a pověz jim, že vystupuji k Otci svému i Otci vašemu a k Bohu svému i Bohu vašemu.“Jan 20, 17 (Kral, ČEP)

## Zobrazení
Ikonografický typ Noli me tangere je vždy zobrazením klečící Marie Magdaleny, která vzhlíží ke Kristu s jeho atributy. Těmito atributy je zahradnická motyka či praporec s křížem. Kristus odtažitým gestem naznačuje Marii Magdaleně, aby se ho nedotýkala. Nebo naopak vztahuje ruku k nebi, čímž poukazuje na přítomnost Boha Otce.
Ježíš Kristus je často oděn do bílého roucha, které symbolizuje jeho smrt. Oddělení světa živých od mrtvých může být na obraze naznačeno i dalšími způsoby. Například na fresce Fra Angelika (1440–41) vidíme v pozadí strom, který odděluje Marii Magdalenu, tedy živou bytost, od Ježíše Krista, který již zemřel.
Pozice obou postav se v průběhu dějin výtvarného umění příliš neměnily. Obě postavy se nacházejí v centru kompozice, přičemž Marie Magdalena klečí na kolenou buď v jemné úkloně, nebo vzhlíží v gestu adorace k Ježíši Kristu. Ten naopak stojí vzpřímeně a jeho lehký postoj, kdy se zdánlivě vznáší nad krajinou, naznačuje pouze přítomnost jeho ducha.
K nejstarším zobrazením tohoto typu patří ikona byzantského typu z 6. století, dnes v Ženevském muzeu. Toto zobrazení pak lze najít během celých dějin umění až do současnosti.
"Noli me tangere" je jedním ze šesti motivů, zpodobněných na záklencích okenních nik v kapli svatého Kříže na hradu Karlštejn.